# Kenova
Kenova es una ciudad ubicada en el condado de Wayne en el estado estadounidense de Virginia Occidental. En el Censo de 2010 tenía una población de 3216 habitantes y una densidad poblacional de 779,97 personas por km².

## Geografía
Kenova se encuentra ubicada en las coordenadas 38°24′10″N 82°34′55″O / 38.40278, -82.58194. Según la Oficina del Censo de los Estados Unidos, Kenova tiene una superficie total de 4.12 km², de la cual 3.25 km² corresponden a tierra firme y (21.11%) 0.87 km² es agua.

## Demografía
Según el censo de 2010, había 3216 personas residiendo en Kenova. La densidad de población era de 779,97 hab./km². De los 3216 habitantes, Kenova estaba compuesto por el 98.79% blancos, el 0.16% eran afroamericanos, el 0.28% eran amerindios, el 0.06% eran asiáticos, el 0% eran isleños del Pacífico, el 0.06% eran de otras razas y el 0.65% pertenecían a dos o más razas. Del total de la población el 0.96% eran hispanos o latinos de cualquier raza.